# Rana muscosa
Espèce
Synonymes
- Rana boylii muscosa Camp, 1917

Statut de conservation UICN

 EN B2ab(ii,iv,v); C2a(i) : En danger
Rana muscosa, la Grenouille des montagnes à pattes jaunes, est une espèce d'amphibiens de la famille des Ranidae.

## Répartition et habitat
Cette espèce est endémique du Sud de la Californie aux États-Unis. Elle est présente entre 370 et 2 290 m d'altitude dans la sierra Nevada, les monts San Gabriel, San Bernardino et San Jacinto,, et donc dans les contés de San Diego, de Riverside, de Los Angeles et de San Bernardino.
Cette espèce vit dans les prairies humides, au bord des cours d'eau et des lacs.

## Description
Rana muscosa mesure de 50 à 75 mm. Son dos est jaunâtre ou rougeâtre avec une pigmentation ou des taches noires ou brunes. Son abdomen et le dessous de ses pattes postérieures est jaune ou orange. Les jeunes ont les pattes moins colorées.

## Publication originale
- Camp, 1917 : Notes on the systematic status of the toads and frogs of California. University of California Publications in Zoology, vol. 17, p. 115-125 (texte intégral).